# 林文壽
林文壽，字仲仁，福建長樂縣人。明初官員。

## 生平
至正二十三年省元，洪武三年庚戌科復中式，洪武四年（1371年）辛亥，明朝首開會試，林文壽考中吳伯宗榜三甲進士。官山東鄒平縣縣丞。